# Kutztown University
Kutztown University es un lugar designado por el censo del condado de Berks, Pensilvania, Estados Unidos. Según el censo de 2020, tiene una población de 3094 habitantes.
En los Estados Unidos, un lugar designado por el censo (traducción literal de la frase en inglés census-designated place, CDP) es una concentración de población identificada por la Oficina del Censo exclusivamente para fines estadísticos.
En este caso, se trata del campus de la universidad homónima.
La totalidad de la población tiene entre 15 y 29 años de edad.

## Geografía
Está ubicado en las coordenadas 40°30′37″N 75°47′04″O / 40.51028, -75.78444 (40.510369, -75.784397). Según la Oficina del Censo de los Estados Unidos, tiene una superficie total de 1.24 km², de los cuales 1.23 km² corresponden a tierra firme y 0.01 km² están cubiertos de agua.

## Demografía
Según el censo de 2020, hay 3094 personas residiendo en la zona. La densidad de población es de 2515.45 hab./km². El 78.2% de los habitantes son blancos, el 11.2% son afroamericanos, el 0.3% son amerindios, el 2.3% son asiáticos, el 0.1% son isleños del Pacífico, el 3.9% son de otras razas y el 4.0% son de una mezcla de razas. Del total de la población, el 9.0% son hispanos o latinos de cualquier raza.